# UFC 27
UFC 27: Ultimate Bad Boyz fue un evento de artes marciales mixtas celebrado por Ultimate Fighting Championship el 22 de septiembre de 2000 en el Lakefront Arena, en Nueva Orleans, Luisiana, Estados Unidos.

## Resultados

### Tarjeta preliminar
- Peso ligero: Brad Gumm vs. CJ Fernandes

Gumm y Fernandes empataron después de 2.ª rondas.
- Peso pesado: Jeff Monson vs. Tim Lajcik

Monson ganó por decisión de los jueces después de 2.ª rondas.

### Tarjeta principal
- Peso pesado: Ian Freeman vs. Tedd Williams

Freeman ganó por decisión de los jueces después de 3.ª rondas.
- Peso medio: Yuki Kondo vs. Alexandre Dantas

Kondo derrotó a Dantas vía TKO (golpes) en el 2:28 de la 3.ª ronda.
- Peso ligero: Fabiano Iha vs. LaVerne Clark

Iha derrotó a Clark vía sumisión (armbar) en el 1:10 de la 1.ª ronda.
- Peso medio: Jeremy Horn vs. Eugene Jackson

Horn derrotó a Jackson vía sumisión (armbar) en el 4:32 de la 1.ª ronda.
- Peso pesado: Maurice Smith vs. Bobby Hoffman

Smith ganó por decisión de los jueces después de 3.ª rondas.
- Peso pesado: Pedro Rizzo vs. Dan Severn

Rizzo derrotó a Severn vía sumisión (golpes) en el 1:33 de la 1.ª ronda.